# Adobe ImageReady
ImageReady ist ein dem Bildbearbeitungsprogramm Adobe Photoshop beigelegtes Hilfsprogramm. Es lässt sich direkt von Photoshop aus aufrufen und dient hauptsächlich zur Bearbeitung oder Bereitstellung von Webgrafiken. ImageReady ist seit 1999 Bestandteil von Photoshop (ab Version 5.5) und hat dabei im Laufe der Jahre immer wieder kleinere Veränderungen erfahren. Seit der Version Photoshop CS3 ist die Funktionalität von ImageReady teilweise in Photoshop integriert. Einige Funktionen – wie zum Beispiel Rollover-Effekte – wurden mit der Integration in Photoshop CS3 eingestellt.

## Gemeinsamkeiten und Unterschiede zu Photoshop
ImageReady ist, wie Photoshop, mit einer Werkzeugleiste und mit einem Programmmenü ausgestattet. In vielerlei Hinsicht sind die Funktionen mit Photoshop auch identisch, so gibt es, wie in Photoshop, ein Datei-, Filter-, Ebenen-, Bild-, Auswahl-, Hilfe- und Bearbeitenmenü etc. Unterschiedlich ist hingegen das Slicesmenü, das bei Photoshop fehlt. Photoshop hat hier nur die Werkzeuge Slices. Die Werkzeugleiste ist, im Gegensatz zu Photoshop, mehr auf Webangelegenheiten angelegt und enthält deshalb bestimmte Werkzeuge, die bei Photoshop fehlen. Dazu gehören: das Registerkarten-Rechteckwerkzeug und das ovale Rechteckwerkzeug, daneben noch die Imagemap- und Slices-Werkzeuge. Weiterhin existieren bestimmte Paletten, welche bei Photoshop fehlen, dazu gehört u. a. die Imagemap-Palette, die Optimierungspalette, die Tabellenpalette, die Webinhaltspalette und die Slices-Palette. Man kann hieraus deutlich erkennen, dass der Schwerpunkt auf die Bearbeitung von Webgrafiken gelegt ist.

## Einige Funktionen
- Erstellung von GIF-Animationen: dazu gibt es die Animationspalette
- Definieren von verweissensitiven Grafiken (Imagemaps)
- Erzeugen von Rollover-Effekten
- Vorbereiten und Bearbeiten von Grafiken für das Web
- Arbeiten mit Slices
- Bildbearbeitungsfunktionen